# Ro-16 (sous-marin)
Le Ro-16, initialement nommé sous-marin no 37, est un sous-marin de type Kaichū de la marine impériale japonaise de la classe Kaichū III. Il a été mis en service en 1922 et exploité dans les eaux du Japon. Il a été abandonné en 1933.

## Construction et mise en service
Le Ro-16 a été construit comme sous-marin no 37 le 18 novembre 1920 par l'arsenal naval de Kure à Kure, au Japon. Lancé le 22 avril 1921, il est achevé et mis en service le 29 avril 1922.

## Caractéristiques techniques
Les sous-marins de la sous-classe Kaichu III étaient une version légèrement améliorée de la sous-classe Kaichu II précédente, la différence principale étant une augmentation de la profondeur de plongée de 30 m à 45,7 m. Ils ont un déplacement 752 tonnes en surface et 1 013 submergées. Les sous-marins font 70,10 m de long et avait un maître-bau de 6,12 m et un tirant d'eau de 3,70 m
Pour la course en surface, les sous-marins étaient propulsés par deux  moteurs diesel Sulzer Mark II de 1450 chevaux, chacun entraînant un arbre de transmission. Une fois immergée, chaque hélice était entraînée par un moteur électrique de 600 chevaux. Ils pouvaient atteindre 16,5 nœuds en surface et 8,5 nœuds sous l'eau. En surface, ils avaient une portée de 6000 milles marin à 10 nœuds ; immergés, ils avaient une portée de 85 milles marin à 4 nœuds 
Les sous-marins étaient armés de six tubes lance-torpilles de 450 mm, quatre tubes internes à la proue et deux tubes externes montés sur le pont supérieur, et transportaient un total de dix torpilles de type 44. Ils étaient également armés d'un seul canon anti-aérien de 80 mm monté à l'arrière de la tourelle de commandement .

## Service
Lors de sa mise en service, le sous-marin no 37 a été rattaché au district naval de Kure, auquel il est resté attaché tout au long de sa carrière. Il a été affecté à la division sous-marine 15 - dans laquelle il a passé le reste de sa carrière - le 15 mai 1922. La division sous-marine 15 a servi dans la division de défense de Kure du 1er décembre 1922 au 1er décembre 1923. 
Le sous-marin no 37 a été rebaptisé Ro-16 le 1er novembre 1924  et le 1er décembre 1926, la division de sous-marins 15 a commencé une autre affectation à la division de défense de Kure qui a duré jusqu'à la fin du service actif du Ro-16.
Ro-16 a été rayé de la liste de la Marine le 1er septembre 1933. En 1934, sa carcasse a été transférée à l'école préfectorale de navires commerciaux de Yuge d'Ehime, rebaptisée plus tard Collège national de technologie maritime de Yuge, à Yuge, Ehime, Japon.